# Rockland, Quận Manitowoc, Wisconsin
Rockland là một thị trấn thuộc quận Manitowoc, tiểu bang Wisconsin, Hoa Kỳ. Năm 2010, dân số của thị trấn này là 977 người.